# 肯尼思一世
肯尼思·麦克·亚尔宾（中世纪盖尔语：Cináed mac Ailpín；现代皮克特人国王列表多称其为皮克特人的肯尼思三世；800年后—858年2月13日）是9世纪欧洲苏格兰地区皮克特人的国王，綽號為“征服者”。苏格兰传统上将他视作苏格兰王国的开国君主，现代常称其为苏格兰的肯尼思一世。由于他父亲名为亚尔宾，这个王朝也被称为亚尔宾王朝。

## 成就
传说在约843年，肯尼思确立了统治地位，收服了附近地区的皮克特人，并多次征讨周围从大不列颠岛南部迁徙来的盎格鲁-萨克逊人，建立“阿爾巴王國”。不过至今为止，对于肯尼思自己究竟是皮克特人，还是之前从爱尔兰岛迁徙来的说盖尔语的斯科特人，史学界还有争议。在入侵皮克塔維亞的兩年前取得達爾里阿達王國的統治權。
他建立的王国在盖尔语中被称之为阿尔巴，不过现在的考证一般认为这个名称和有关肯尼斯的一系列传说都是近两百年后的苏格兰国王为了加强自己的权威而编造的。不论肯尼思身世如何或者实际有过什么文治武功，在之后的数百年间，所有的苏格兰国王都宣称自己是他的直系后裔，以正血统。

## 影响
肯尼思据载因肿瘤死于王国的首都、今天珀斯郡的历史名镇斯昆附近。他的遗体被安葬在西海岸的小岛伊俄纳，在今天苏格兰阿盖尔地区。
肯尼思死时的头衔是“皮克特人的国王”，而不是“阿尔巴国王”。阿尔巴国王的头衔要到肯尼思的孙子多姆納爾或康斯坦丁时才被正式使用。
据传是肯尼思加冕时坐的大石被称为“斯昆石”或者“命运之石”，是历代苏格兰国王和今天的英国君主登基典礼时安放在王座底下的圣物。

## 继承人
肯尼思死后他的弟弟多姆纳尔·麦克亚尔宾继位，史称唐纳德一世。唐纳德一世死后，肯尼思的两个儿子先后继位，分别是康斯坦丁二世和艾德。